# Lichtenštejnská ústava

Státní znak lichtenštejnského knížectví

Lichtenštejnská ústava byla přijata schválena knížetem Janem II. 5. října 1921, kdy nahradila ústavu z roku 1862. 

## Charakteristika
Nová ústava zavedla v Lichtenštejnskuk parlamentní demokracii kombinovanou s tradičními principy konstituční monarchie. Rovněž nově umožnila vyhlášení referenda o rozhodnutích přijatých zemským sněmem.
Nová ústava zároveň zrušila výsadu tří křesel ve zemském sněmu vyhrazených knížeti a věk volebního práva byl snížen z 24 na 21.

## Hlavy
Ústava má dvanáct hlav:
- Hlava I. Knížectví
- Hlava II. Vládnoucí kníže
- Hlava III. Povinnosti státu
- Hlava IV. Všeobecná práva a povinnosti lichtenštejnských občanů
- Hlava V. Parlament
- Hlava VI. Národní výbor
- Hlava VII. Vláda
- Hlava VIII. Soudy
  - A. Základní ustanovení
  - B. Běžné soudy
  - C. Správní soud
  - D. Ústavní soud
- Hlava IX. Správní úřady a veřejní činitelé
- Hlava X. Obce
- Hlava XI. Ústavní změny a interpretace
- Hlava XII. Závěrečné klauzule